# ضاضة منصور سعيد (الوضيع)
ضاضة منصور سعيد هي إحدى قرى عزلة  الوضيع بمديرية الوضيع التابعة لمحافظة أبين، بلغ تعداد سكانها 42 نسمة حسب تعداد اليمن لعام 2004.